# Рийсман, Майт Аугустович
Майт Аугустович Рийсман (23 сентября 1956, Таллин — 17 мая 2018, Москва) — советский, российский и эстонский ватерполист и тренер. Олимпийский чемпион, заслуженный мастер спорта СССР (1980), заслуженный тренер России (2000).

## Биография
Родился 23 сентября 1956 года в Таллине. Окончил факультет журналистики МГУ (1980).
Выступал за команды «Калев» (Таллин; 1973—1975), МГУ (Москва; 1975—1982), «Торпедо» (Москва; 1983—1984), в «Динамо» (Москва; 1984—1987). Входил в состав сборной СССР (1978—1980).

### Достижения
- Олимпийский чемпион (1980).
- Обладатель Кубка обладателей кубков и Суперкубка Европы (1984).
- Четырёхкратный чемпион СССР (1979, 1985—1987).
- Обладатель Кубка СССР (1986).
- Победитель Спартакиады народов СССР (1979).

### Карьера после окончания спортивных выступлений
- 1988—1991 — тренер сборной СССР;
- 1991—1995 — главный тренер команды «Рэсинг» (Париж, Франция);
- 1997 — тренер сборной России;
- 1997—2005 — главный тренер «Динамо-Олимпийский» (Москва);
- 2002—2009 — советник по спорту и культуре посольства Эстонии в Российской Федерации;
- В 2015 году баллотировался в Рийгикогу от Консервативной народной партии Эстонии.

## Политика
Член Консервативной народной партии Эстонии. Критически относится к инициативам организации, связанным с восхвалением режима национал-социализма в Германии.